# Kate Bornstein

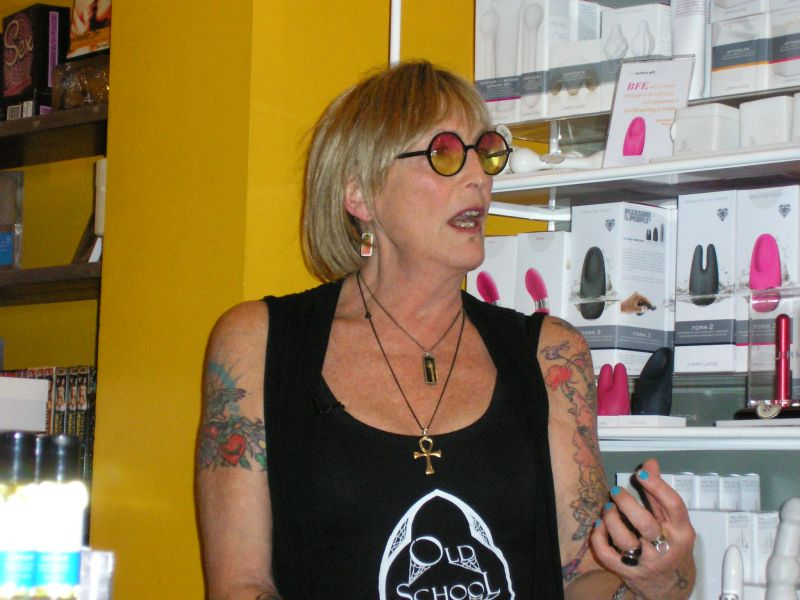
Kate Bornstein (2010)

Kate Bornstein (geboren als Albert Bornstein am 1. März 1948 in Asbury Park, New Jersey) ist eine US-amerikanische Schauspielerin, Performancekünstlerin und Autorin. Bornstein lebt als nichtbinäre Person in New York City und benutzt in Bezug auf sich sowohl weibliche Fürwörter als auch geschlechtsneutral das singulare Fürwort they (nicht ins Deutsche zu übersetzen).

## Leben
Bornstein schreibt Bücher über Geschlechterforschung (Gender Studies) und Queer-Theorie und trat in mehreren Rollen in verschiedenen Theaterstücken auf. 1986 unterzog Bornstein sich einer geschlechtsangleichenden Operation und lebte einige Jahre als Frau.

## Werke (Auswahl)
- Gender Outlaw: On Men, Women, and the Rest of Us. Routledge, New York / London 1994, ISBN 0-415-90897-3 (englisch; Leseprobe in der Google-Buchsuche).
- gemeinsam mit Caitlin Sullivan: Nearly Roadkill: An Infobahn Erotic Adventure. 1996, ISBN 1-85242-418-4 (englisch).
- My Gender Workbook: How to Become a Real Man, a Real Woman, the Real You, or Something Else Entirely. 1997, ISBN 0-415-91673-9 (englisch).
- Hello Cruel World: 101 Alternatives to Suicide for Teens, Freaks and Other Outlaws. 2006, ISBN 1-58322-720-2 (englisch).
- gemeinsam mit S. Bear Bergman: Gender Outlaw: The Next Generation. Seal Press, Berkeley CA 2010, ISBN 978-1-58005-308-2 (englisch; Leseprobe in der Google-Buchsuche).

## Theaterstücke (als Schauspielerin)
- The Opposite Sex Is Neither.
- Virtually Yours.
- Hidden: A Gender.
- Strangers in Paradox.
- y2kate: gender virus 2000.

## Auszeichnungen
- 2011: Lambda Literary Award in der Kategorie „LGBT Anthology“ für Gender Outlaw.[5]